# San Juan de Abajo (Guanajuato)
San Juan de Abajo es una localidad del estado mexicano de Guanajuato. Es parte del municipio de León.

## Toponimia
El nombre «San Juan» hace referencia al santo patrono de la localidad: Juan el Bautista.

## Demografía
| Gráfica de evolución demográfica |
|                                  |

| Censo | Población |
| ----- | --------- |
| 1900  | 170       |
| 1910  | 141       |
| 1921  | 137       |
| 1930  | 137       |
| 1940  | 166       |
| 1950  | 307       |
| 1960  | 258       |
| 1970  | 168       |
| 1980  | 303       |
| 1990  | 362       |
| 2000  | 709       |
| 2010  | 4 514     |
| 2020  | 7 559     |